# ان‌جی‌سی ۶۴۴۵
ان‌جی‌سی ۶۴۴۵ (نام علمی: NGC 6445)، که با نام‌های سحابی سنگ کوچک یا سحابی جعبه نیز شناخته می‌شود، یک سحابی سیاره‌نما در صورت فلکی کمان است. ان‌جی‌سی ۶۴۴۵ توسط ویلیام هرشل در ۲۸ مه ۱۷۸۶ کشف شد. برآورد شده‌است که فاصله NGC 6445 کمی بیشتر از ۱۰۰۰ اختلاف‌منظر گایا است، که با اندازه ۰٫۳۴۰۱ ± 0.9740 mas اندازه‌گیری شده‌است.